# Dobieszyn (stacja kolejowa)
Dobieszyn – stacja kolejowa w Dobieszynie, w gminie Stromiec, w powiecie białobrzeskim, w województwie mazowieckim, w Polsce.

## Ruch pasażerski[1]
| Rok  | Wymiana pasażerska na dobę |
| ---- | -------------------------- |
| 2017 | 500-699                    |
| 2018 | 500-699                    |
| 2019 | 700-999                    |
| 2020 | 500-699                    |
| 2021 | 700-999                    |
| 2022 | 1000-1500                  |
| 2023 | 1000-1500                  |